# Conus praecellens
Espèce
Statut de conservation UICN

 LC  : Préoccupation mineure
Conus praecellens est une espèce de mollusques gastéropodes marins de la famille des Conidae.
Comme toutes les espèces du genre Conus, ces escargots sont prédateurs et venimeux. Ils sont capables de « piquer » les humains et doivent donc être manipulés avec précaution, voire pas du tout.

## Description

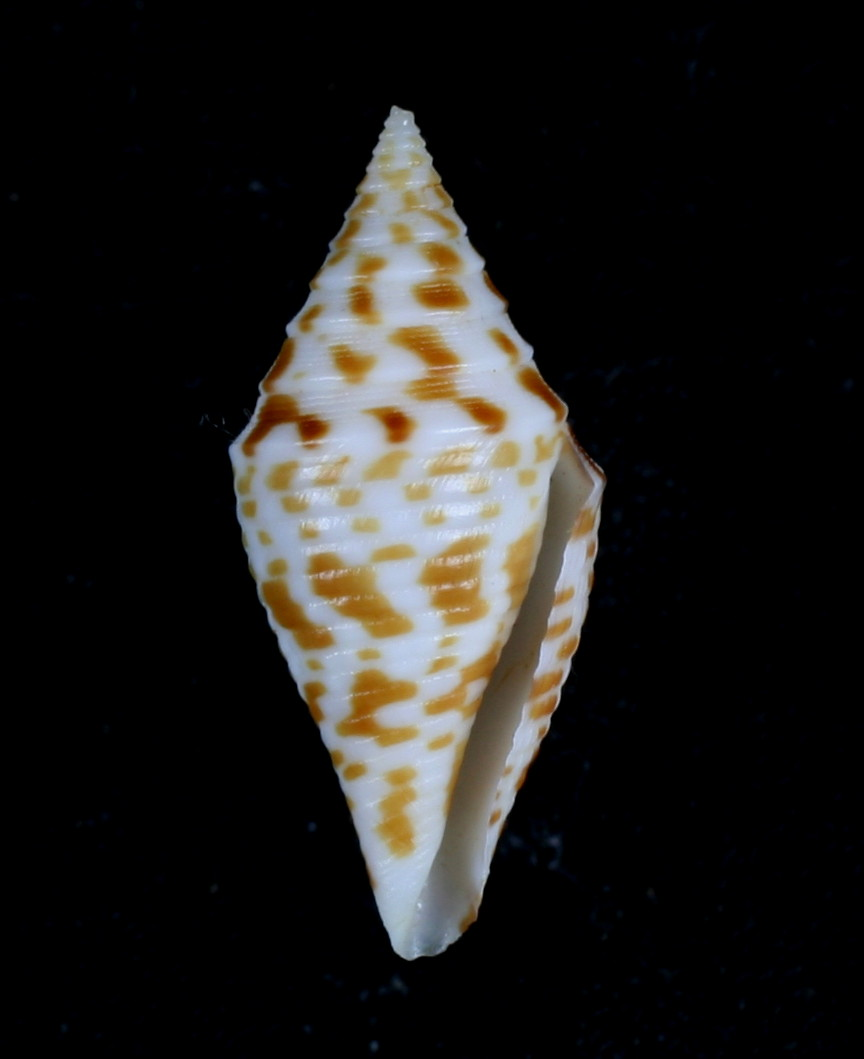
Vue aperturale de la coquille de Conus praecellens A. Adams, 1855, mesurant 25,5 mm de hauteur, chalutée à 80 fms. au large de l'île d'Aliguay, aux Philippines.

La taille d'un cône adulte varie entre 20 mm et 63 mm. La coquille est en forme de poire, large et anguleuse à l'épaule, contractée vers la base. Les crêtes intermédiaires de la spire arrondie sont carénées, concavement élevées, l'apex aigu est strié. La couleur de la coquille est blanchâtre, obscurément doublement bandée de nuages de châtain clair, et la flèche est maculée de la même. 
Il s'agit d'une espèce variable, mais deux formes distinctes sont reconnues : 
1. la forme sowerbii, Reeve, 1849 - une forme plus épaisse, plus sombre et plus densément tachetée avec deux verticilles de protoconque ;
2. la forme aliguay, Olivera & Biggs, 2010 - avec 2,5 verticilles de protoconque lisses blanc nacré, plus élancée, flèche plus haute, épaules arrondies, couleur plus claire)[2].

La forme sowerbii est la forme la plus commune, et jusqu'à la fin des années 1990, c'était la seule forme typiquement trouvée et dans les collections privées.

## Distribution
Cette espèce marine a une large distribution. On la trouve dans l'océan Indien au large de Madagascar, Réunion, Somalie, Inde, à l'ouest de Thaïlande et Australie-Occidentale ; dans l'océan Pacifique, du Japon aux Philippines et en Mélanésie (Papouasie-Nouvelle-Guinée, îles Salomon, Nouvelle-Calédonie, Vanuatu).

### Niveau de risque d’extinction de l’espèce
Selon l'analyse de l'UICN réalisée en 2011 pour la définition du niveau de risque d'extinction, cette espèce se trouve du Japon aux Philippines et en Mélanésie (ce qui inclut la Papouasie-Nouvelle-Guinée, les îles Salomon, la Nouvelle-Calédonie et le Vanuatu). On la trouve également dans de nombreux endroits de l'océan Indien, notamment à Madagascar, à la Réunion, en Somalie, en Inde et dans l'ouest de la Thaïlande, et probablement aussi en Indonésie. Cette espèce est très commune dans les eaux peu profondes et profondes. Il n'y a pas de menaces majeures connues pour cette espèce. Elle est classée dans la catégorie " préoccupation mineure ".

## Taxonomie

### Publication originale
L'espèce Conus praecellens a été décrite pour la première fois en 1854 par le médecin de marine et conchyliologiste britannique Arthur Adams (zoologiste) dans « Proceedings of the Zoological Society of London »,.

### Synonymes
- Conus (Turriconus) praecellens A. Adams, 1854 · appellation alternative
- Conus bicolor G. B. Sowerby I, 1833 [July] · non accepté
- Conus sinensis G. B. Sowerby I, 1841 · non accepté
- Conus sowerbii Reeve, 1849 · non accepté
- Conus sowerbyi G. B. Sowerby II, 1857 · non accepté
- Conus sowerbyi  var. subaequalis G. B. Sowerby II, 1870 · non accepté
- Kurodaconus praecellens (A. Adams, 1854) · non accepté
- Leptoconus praecellens (A. Adams, 1854) · non accepté
- Turriconus (Turriconus) praecellens (A. Adams, 1854) · non accepté
- Turriconus bicolor (G. B. Sowerby I, 1833) · non accepté
- Turriconus praecellens (A. Adams, 1854) · non accepté